# 贾大山
贾大山（1942年9月9日—1997年2月20日），中国当代作家。

## 生平
贾大山于1942年出生于河北正定。
1964年中学毕业，作为下乡知青到西慈亭村插队务农。
1971年到文化馆任创作员，后调任正定县文化馆馆员。在《河北文艺》《人民文学》《北京文学》《上海文学》《长城》等多家刊物发表小说。
1982年，在时任正定县县委副书记习近平提名下，任职正定县文化局局长。习近平后来回忆道：“1982年冬，在众人举荐和县领导反复动员劝说下，大山不太愿意地挑起了文化局长的重担。”后又任正定县政协副主席，河北省政协常委、河北省作家协会副主席。在1980年代的中国文学界,，贾大山一度与贾平凹齐名“二贾”。
1991年，贾大山不再担任正定县文化局局长。
1995年，罹患癌症。1997年2月20日去世，时年54岁。
1998年，习近平撰《忆大山》一文悼念。

## 作品
- 《取经》（1977）
- 《花市》（河北省优秀小说奖）
- 《梦庄纪事》
- 《干姐》
- 《中秋节》
- 《赵三勤》等[1]